# 구일렐무스 겔로넨시스

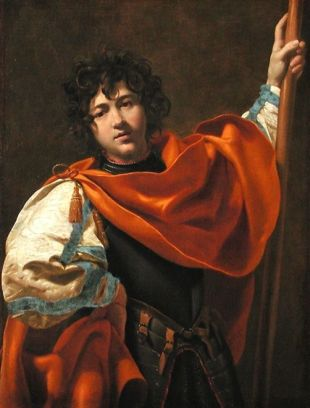

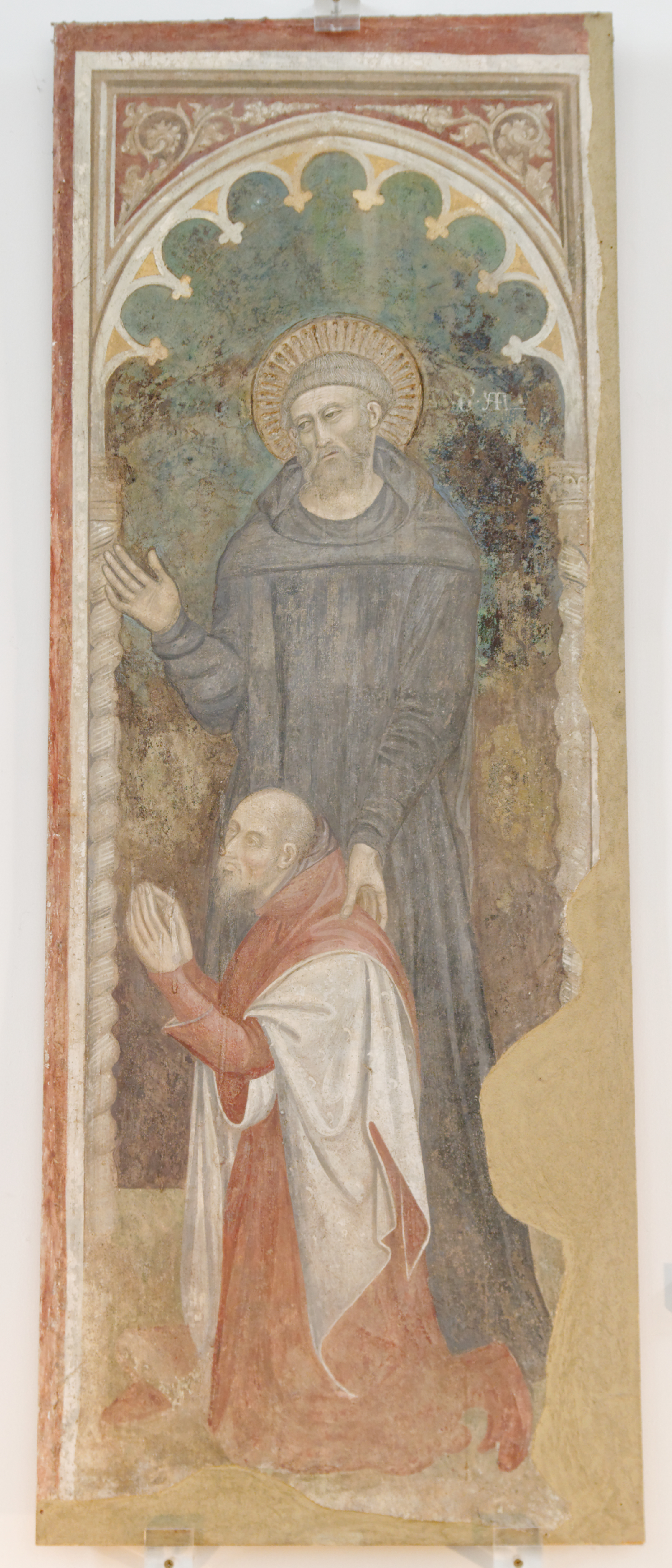
기욤 드 겔론(무릎꿇은 이)
(이탈리아 니콜로 디 토르소 작, 14세기)

구일렐무스 겔로넨시스(라틴어: Guillelmus Gellonensis, 프랑스어: Guillaume de Gellone 기욤 드 겔론[*], 750년/755년경 ~ 812년 혹은 814년 5월 28일 혹은 815년 5월 21일)는 프랑크 왕국의 왕족으로 메로빙거 왕조 출신이었다. 오툉의 백작, 셉티마니아의 공작, 790년부터 811년까지 툴루즈의 백작이었다. 오툉 백작 테오도리히의 아들이다. 샤를마뉴의 측근이었다. 메로빙거 왕조 출신이나 카롤링거 왕조와도 인척관계를 형성하였다. 전설에 의하면 거인과의 전투에서 입은 부상으로 인해 코를 다쳐서 짧은코 후작(marquis au court nez)이라는 별명을 얻었다.
아버지는 오툉의 테오도리히 4세이며 어머니는 아우스트라시아의 궁재 카를 마르텔의 딸 알다였다. 샤를마뉴에게는 고종사촌 형제간으로 카롤링거 왕조의 인척이었으며 샤를마뉴의 측근으로 활동했다. 오툉의 백작, 셉티마니아의 공작이었다.

## 생애
구일렘은 프랑스 북부에서 태어났으며, 그는 샤를마뉴의 사촌으로 오툉의 테오도리히 4세이며 어머니는 아우스트라시아의 궁재 카를 마르텔의 딸 알다 또는 알다나(Aldana)였다.
샤를마뉴의 가까운 친척이자 신뢰받는 사람이 되자 그는 샤를마뉴의 궁정에서 젊음을 보냈다. 알 수 없는 시점에 그는 쿠니군데라는 여성과 결혼하고 후에 구이트부르게(Guitburge) 또는 비트부르게(Witburg)라는 여성과 재혼하였다.
788년 툴루즈 백작 초르소(Chorso)는 바스크인 아달릭(Adalric)에게 체포되어 가스코뉴의 바스크인 공작루푸스 2세에 대한 충성을 맹세하였다. 곧 석방되었지만 샤를마뉴는 790년 그는 프랑크의 사촌 구일렘으로 대체했다. 789년 혹은 790년 그는 군사 지휘관으로서 둑스에 임명되었다. 구일렘은 다시 군사를 재정비, 차례로 성공적으로 가스코뉴(Gascons)를 정복했다.
793년 아브드 알 라흐만 1세(Abd ar-Rahman I )의 후계자 인 히스암 1셉(Hisham I)는 북쪽의 기독교인들에 대한 거룩한 전쟁을 선포하였다. 히스암은10만 명명의 군사를 모았는데, 그 중 절반은 아스투리아스 왕국을 공격하고, 나머지 절반은 랑그독을 침공하여 함락시키고 나르본까지 꿰뚫었다.
구일렘은 나르본까지 올라온 무슬림 세력을 만나 나르본에서 그들을 격파했다. 아랍 군대의 니메스(Nimes)의 재정복에 책임이 있었을지 모르지만, 같은 해 그는 아우데 강(Aude River)변의 전투에서는 대규모 아랍 군대를 상대로 큰 패배를 당했다.
그는 빌리딩에(Villedaigne)의 오르베이유(Orbieu) 강 근처에서 무슬림 군대를 다시 만나 포위되었으나, 구일렘의 완고한 저항이 무슬림 군대를 너무 소진시켜 스스로 스페인으로 후퇴시켰다.
801년 구일렘은 샤를마뉴의 명으로 아키텐의 루도비쿠스와 함께 프랑크, 부르군트, 프로방스, 아키텐 원정에 나섰으며 바스크족이 점령한 가스코뉴 일대와 고트족과 우미야드 왕조가 점령한 바르셀로나 일대를 정복하였다.
801년에 그는 루도비쿠스와 바르셀로나를 점령했고, 그 후 짧은 시간 동안 카탈로니아에서 통치를 행사했다. 비타 흘로도비키 임페라토리스에 의하면 801년 의 어느 시점에 그는 코르도바에 체류중이었다 한다.
804년 12월 그는 겔론네(Gellone)에 대수도원을 설립하고, 재산을 기부하였다.
806년 후처 구이트부르게가 죽자 806년 6월 29일 구일렘은 자신이 세운 겔론느 수도원에 들어가 삭발, 수도사가 되었으며 그곳에서 812년 혹은 814년 5월 28일 혹은, 815년 5월 21일에 사망했다. 그가 죽었을 때 오랑제(Orange)의 종이 저절로 울렸다고 한다.

### 사후
시신은 겔론의 대수도원에 안치되었다. 그가 안치된 곳은 잠시 실전되었다가 1000년 무렵 그의 유골이 재발견되었다.
1066년 교황 알렉산더 2세에 의해 성인으로 시성되었다. 지역에서 그는 갑옷의 수호 성인으로 간주된다.

## 가족 관계
- 아버지 : 테오도리히 4세, 오툉 백작
- 어머니 : 카롤링거의 알다, 카를 마르텔의 딸
  - 누이 :
- 외할아버지 : 카를 마르텔
  - 외삼촌 : 피핀 3세
    - 외사촌 : 카롤루스 대제
- 외증조부 : 피핀 2세

## 같이 보기
- 메로빙거 왕조
- 카롤링거 왕조
- 프랑크 왕국
- 오툉
- 셉티마니아
- 카롤루스 대제
- 루트비히 1세